# Konstytucja Macedonii Północnej
Konstytucja Macedonii Północnej – podstawowy akt prawny Macedonii Północnej, posiadający najwyższą moc prawną w systemie źródeł prawa w państwie. Została uchwalona 8 września 1991 roku przez parlament, ustanawiając republikę parlamentarną.